# Museo del Deporte (Uruguay)
El Museo del Deporte se ubica en la ciudad de Tacuarembó, Uruguay, en la calle Ituzaingó entre 18 de Julio y Gral. Flores.

## Historia
El museo fue inaugurado el 25 de agosto de 2011 con el apoyo de la Intendencia Departamental de Tacuarembó, en la fecha de la conmemoración de los 100 años de la Asociación de Fútbol de Tacuarembó.
El objetivo del Museo del Deporte es recopilar la historia del deporte tacuaremboense en las diferentes disciplinas.

## Colecciones
Los objetos expuestos incluyen:
- Fotografías
- Trofeos
- Copas: en la fecha de la inauguración se expuso la Copa América ganada en el año 2010 por la Selección Uruguaya de Fútbol
- Camisetas
- Documentos que expresan la historia deportiva del departamento de Tacuarembó[2]

### Objetos exhibidos en el museo

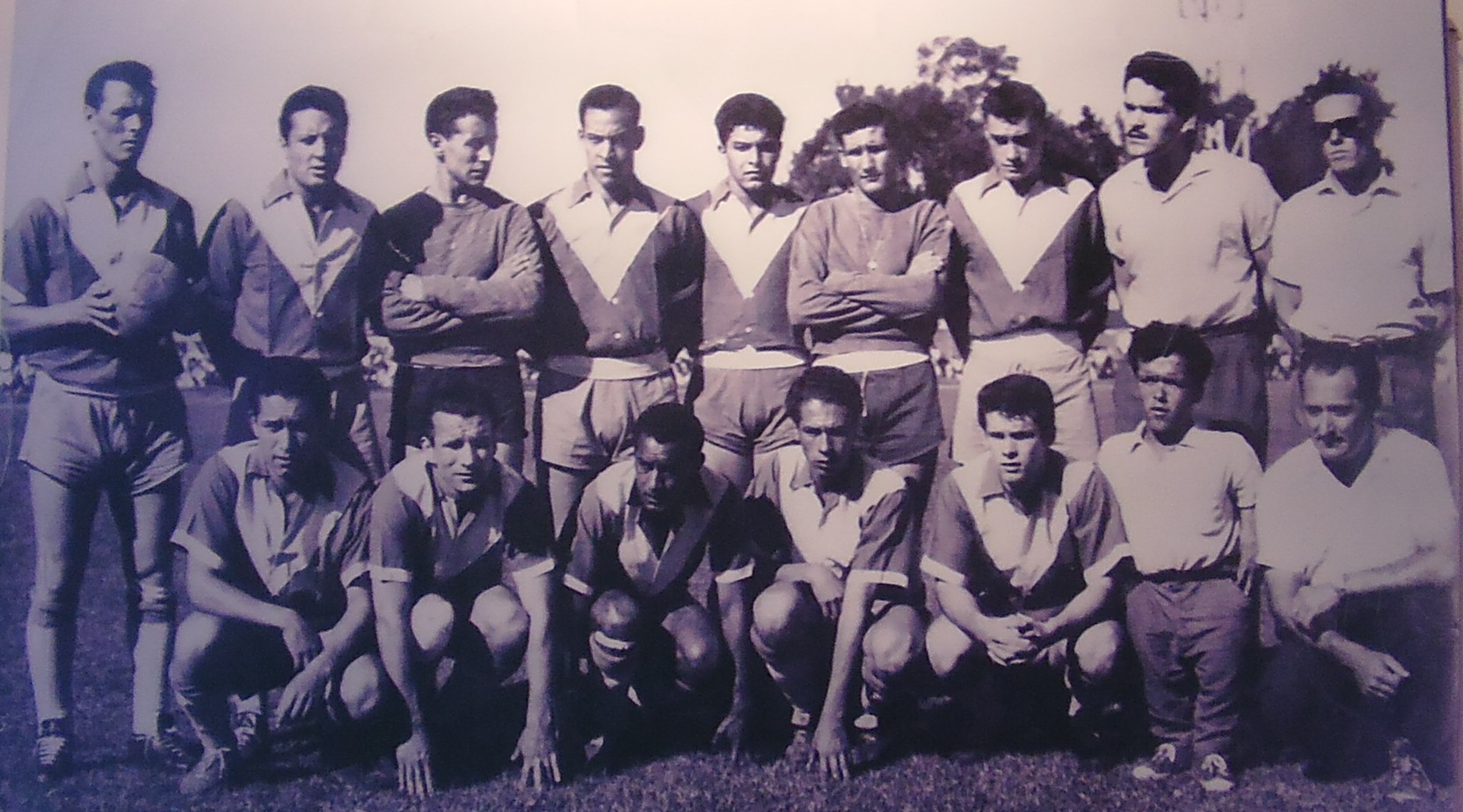
Campeón del interior año 1960
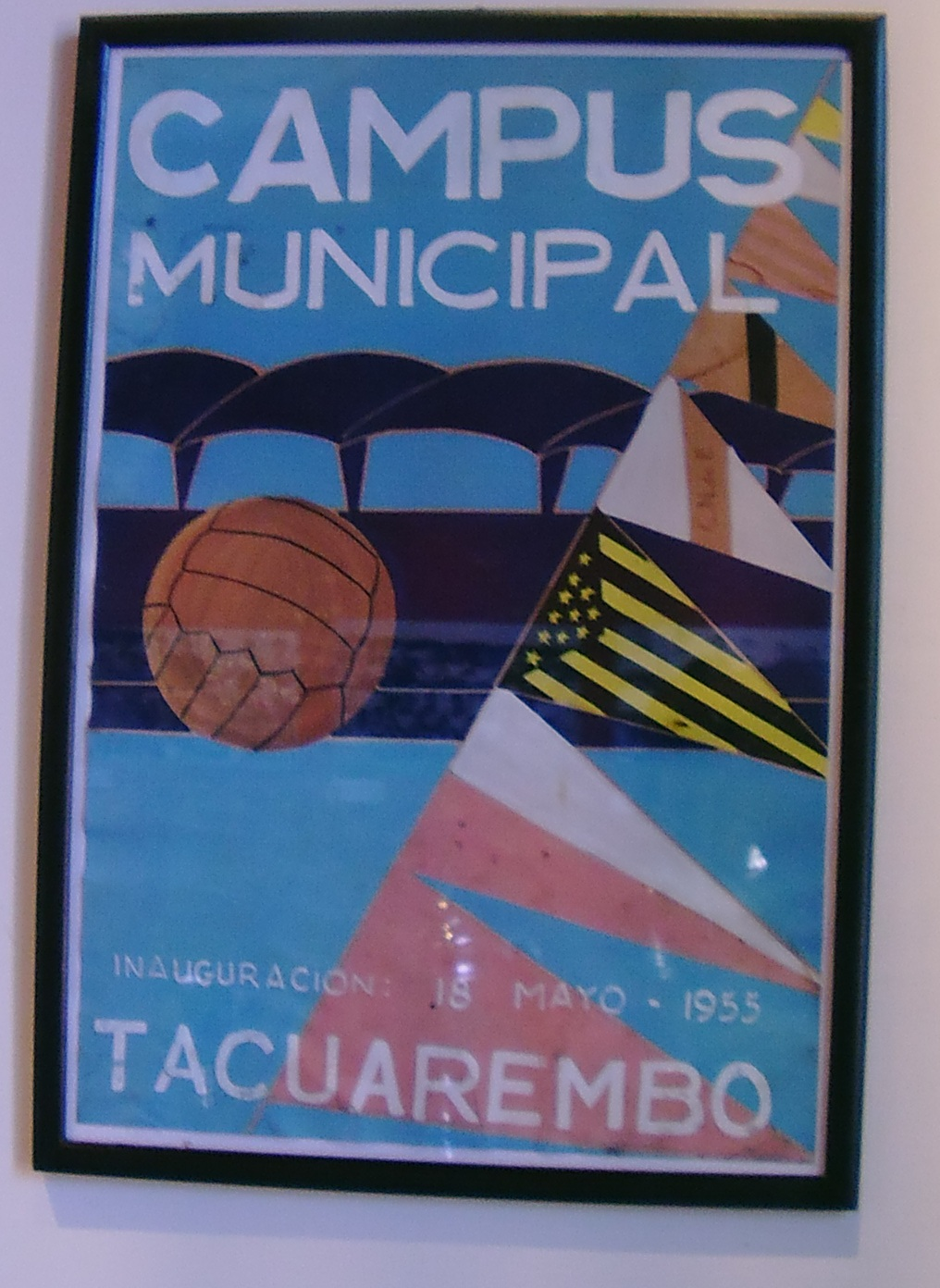
Campus Municipal Tacuarembó
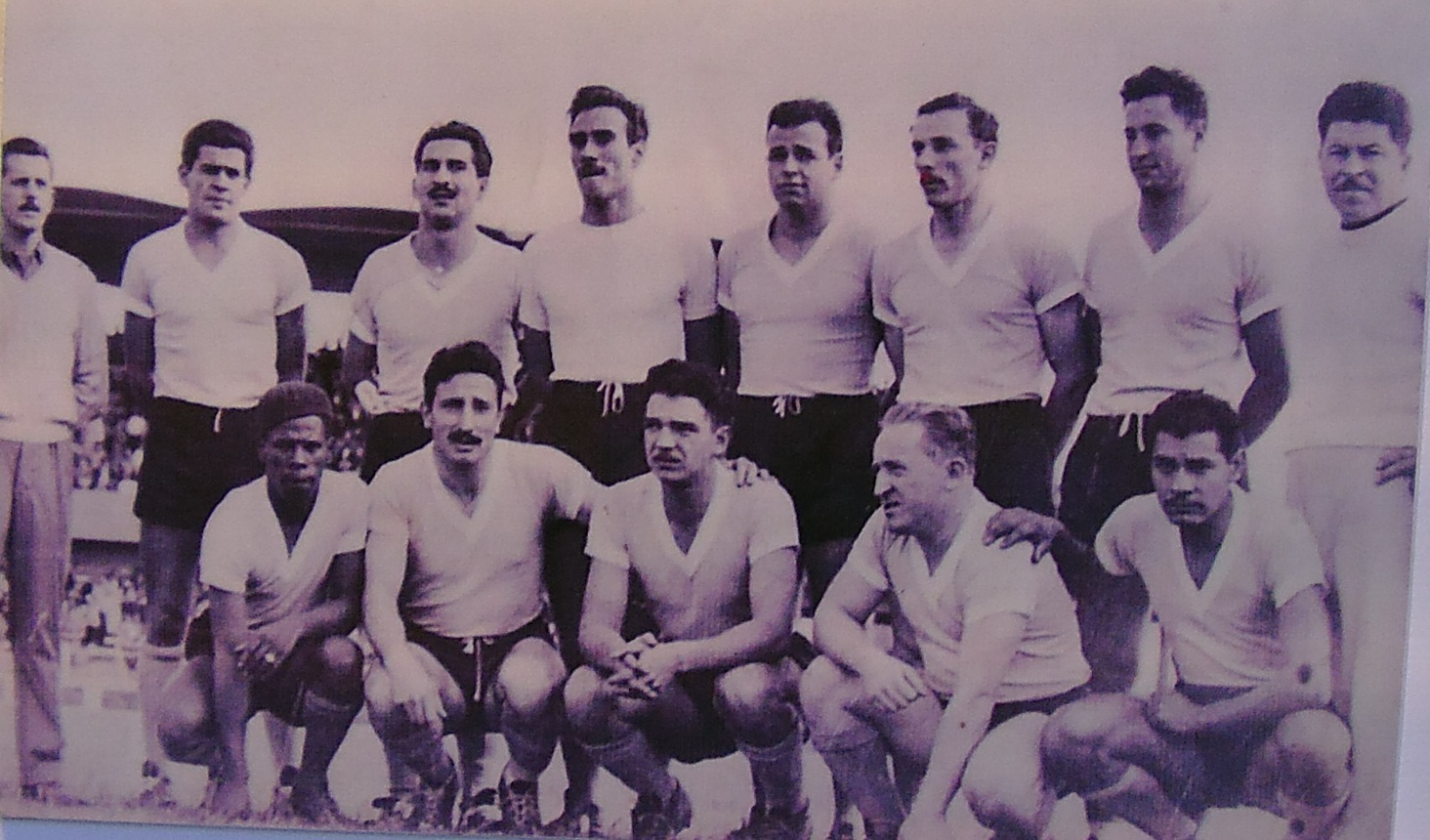
Inauguración del Campus Municipal, Tacuarembó 1955
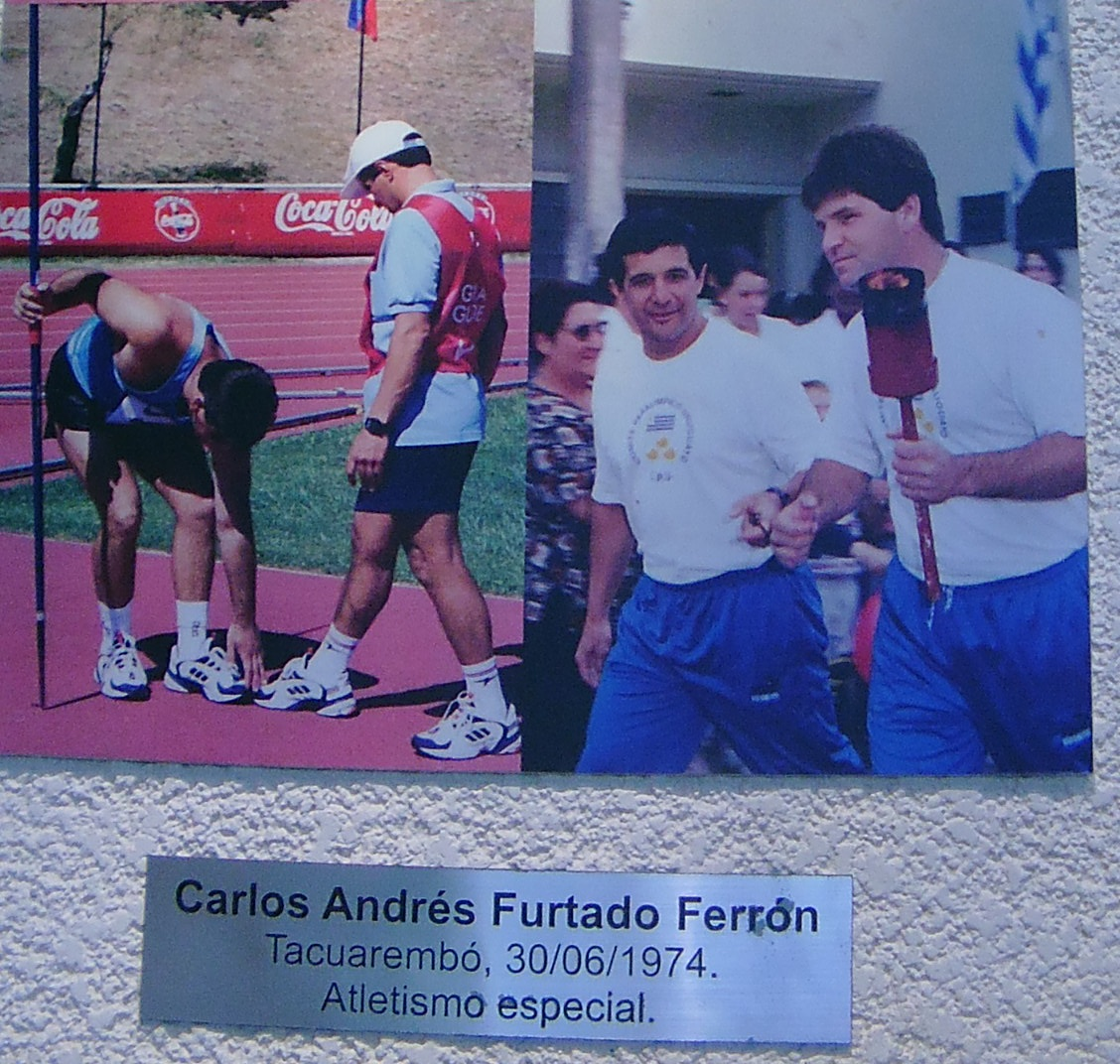
Atletismo Especial  Andrés Furtado 1974
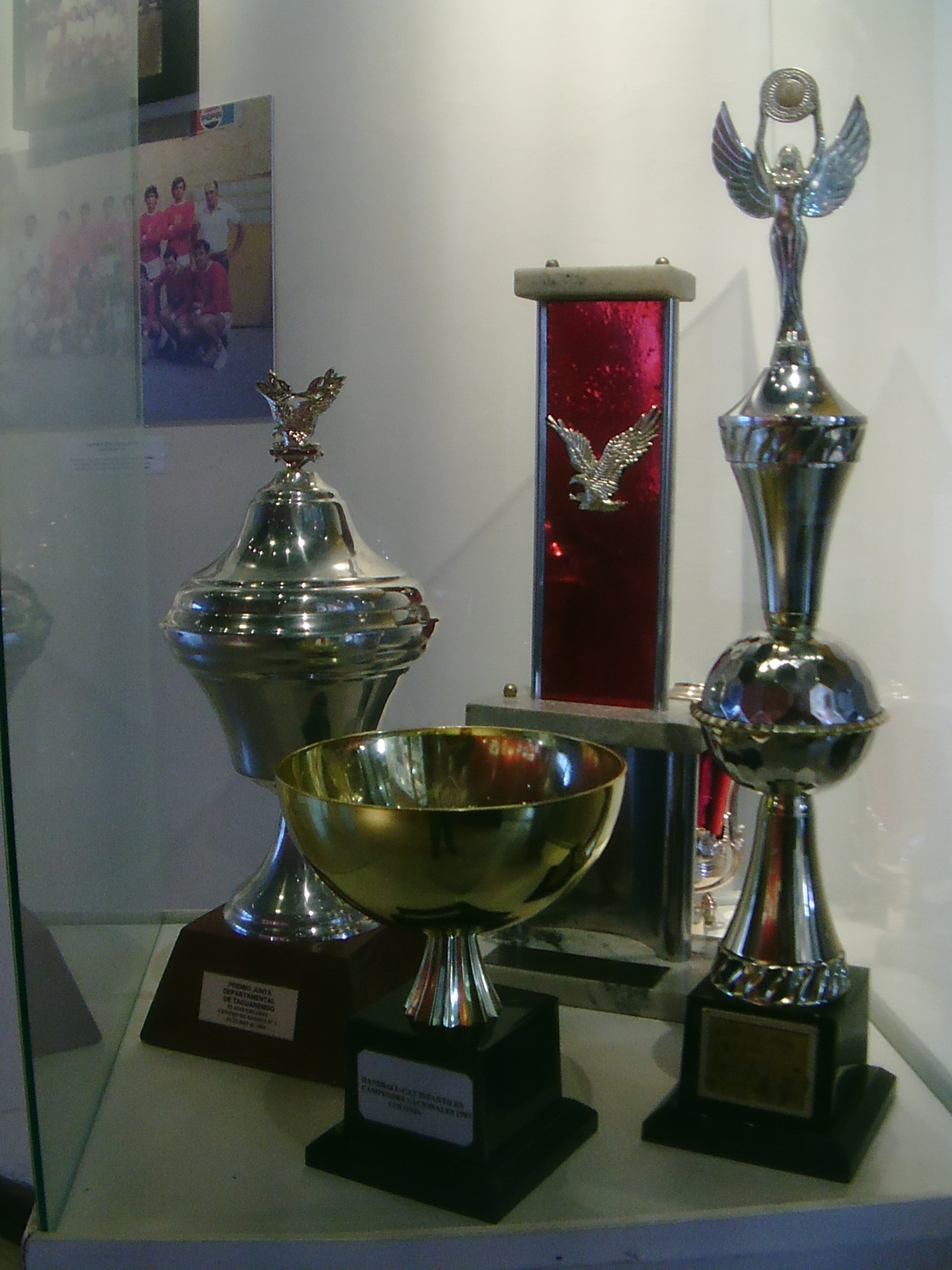
Trofeos Museo del Deporte
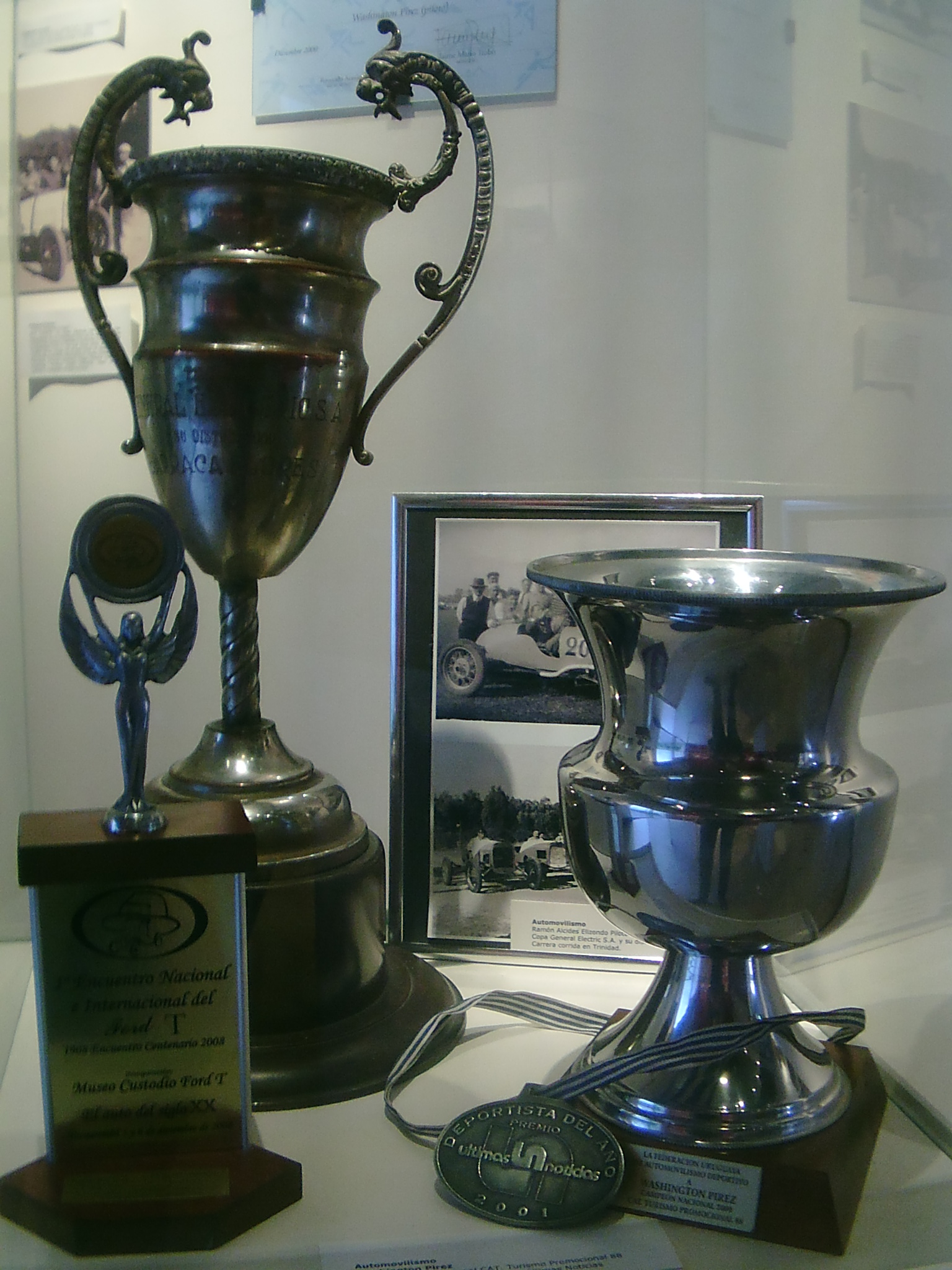
Automovilismo Tacuarembó
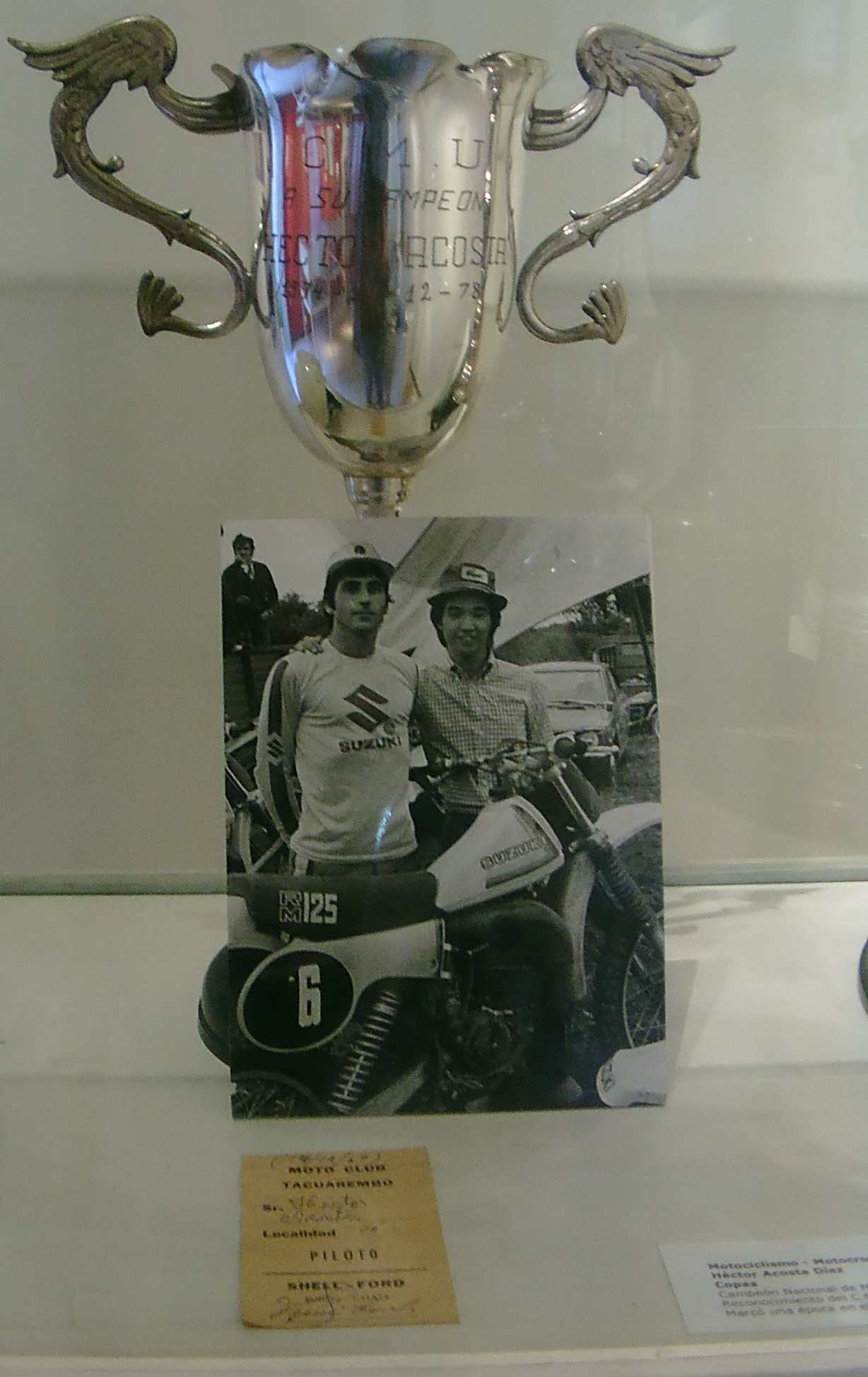
Moto Club Tacuarembó 1978
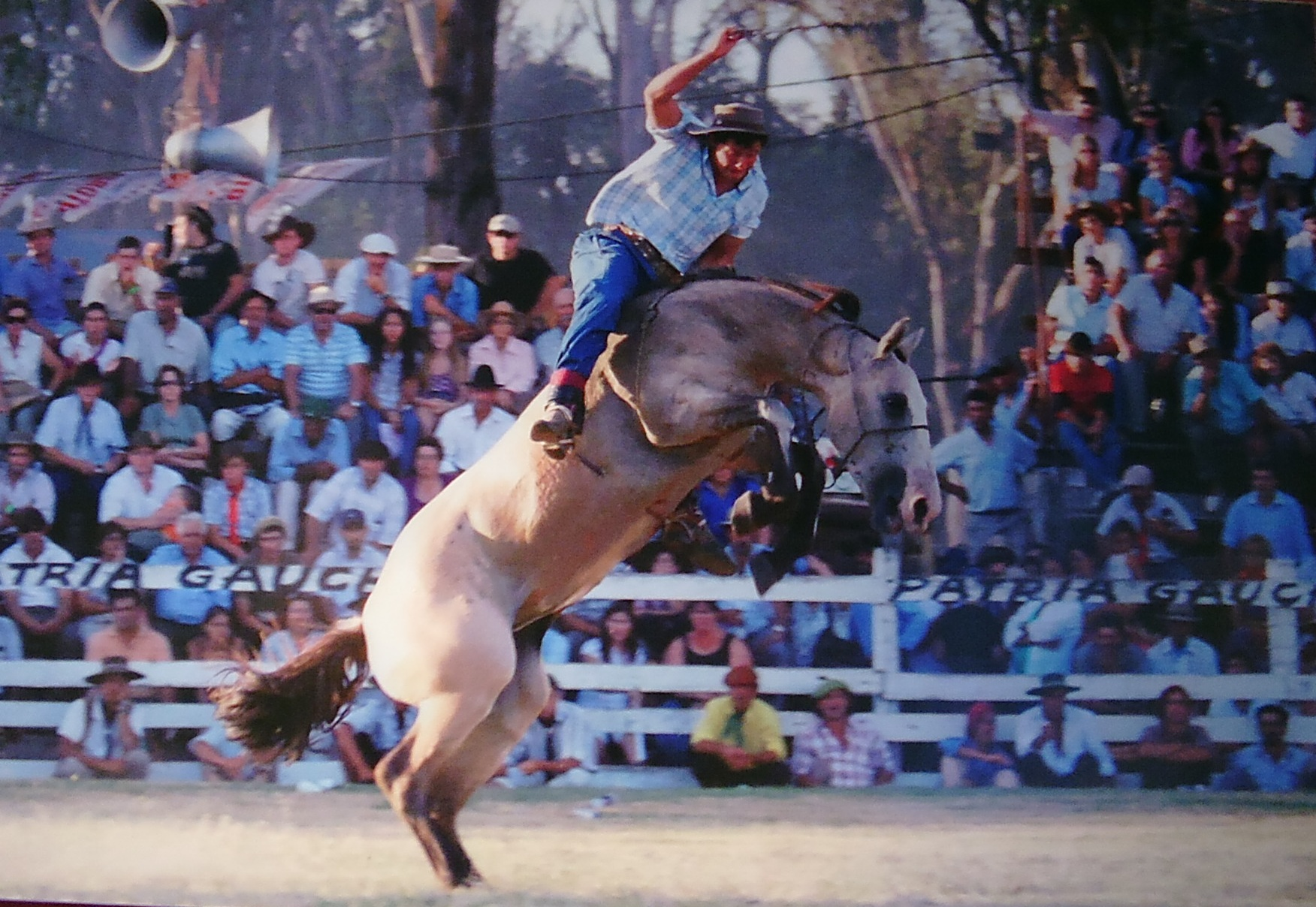
Jineteadas declaradas deporte nacional
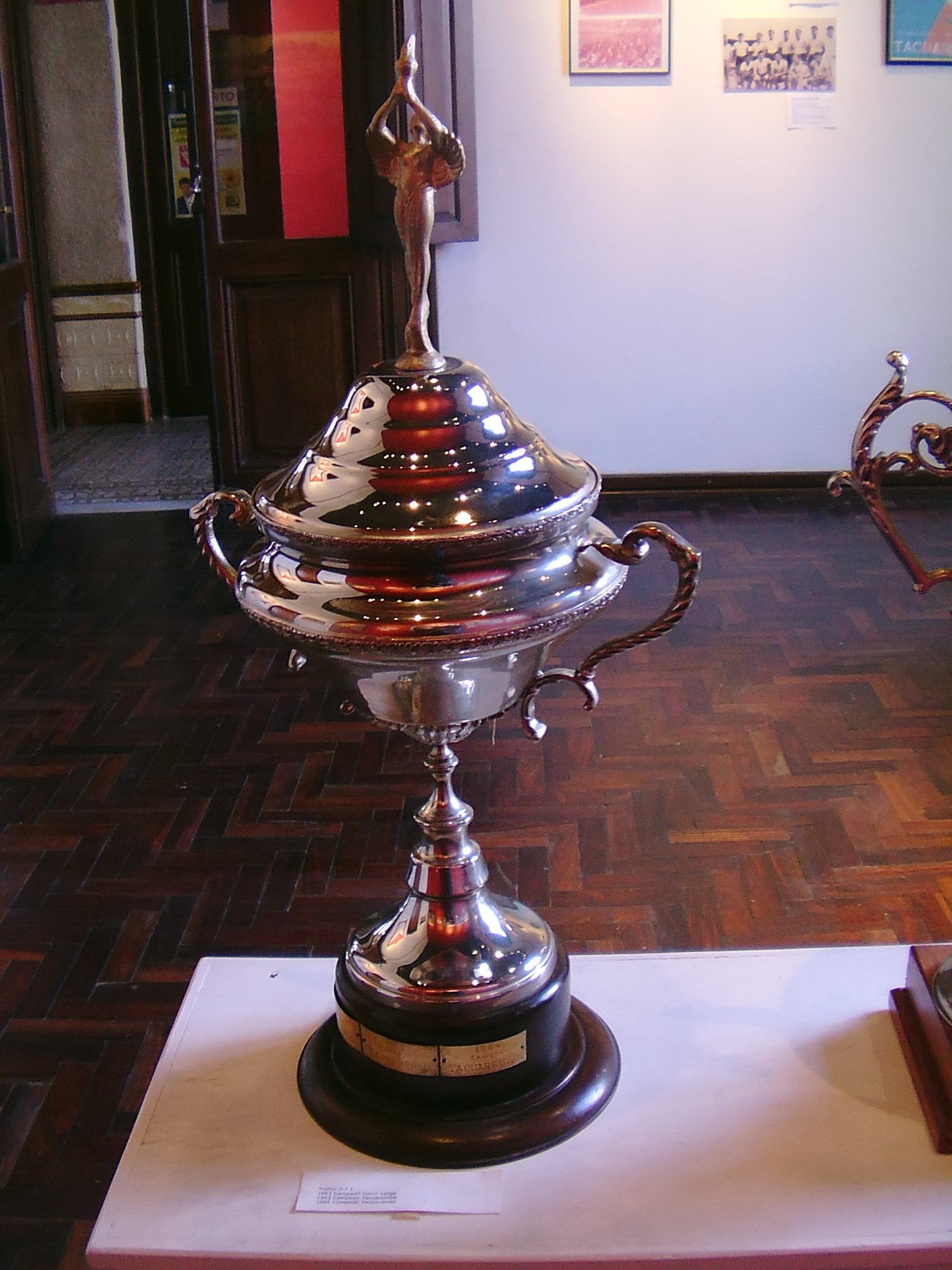
Trofeo
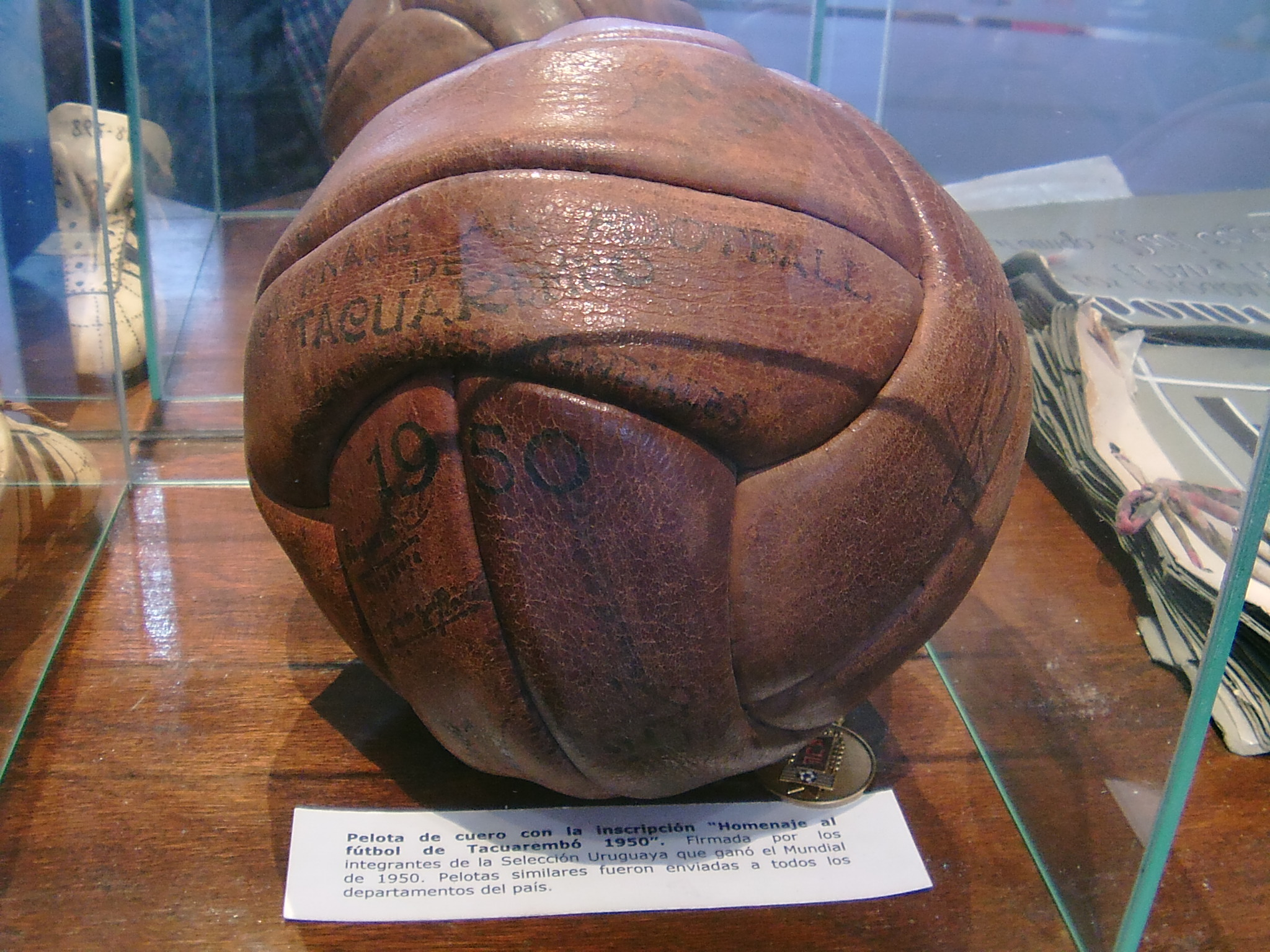
Pelota firmada por la selección uruguaya que ganó el Mundial de 1950